# Casa Taxonera
La casa Taxonera és un edifici situat a la cantonada dels carrers d'en Tarròs i del Forn de la Fonda de Barcelona, catalogat com a bé cultural d'interès local.

## Història

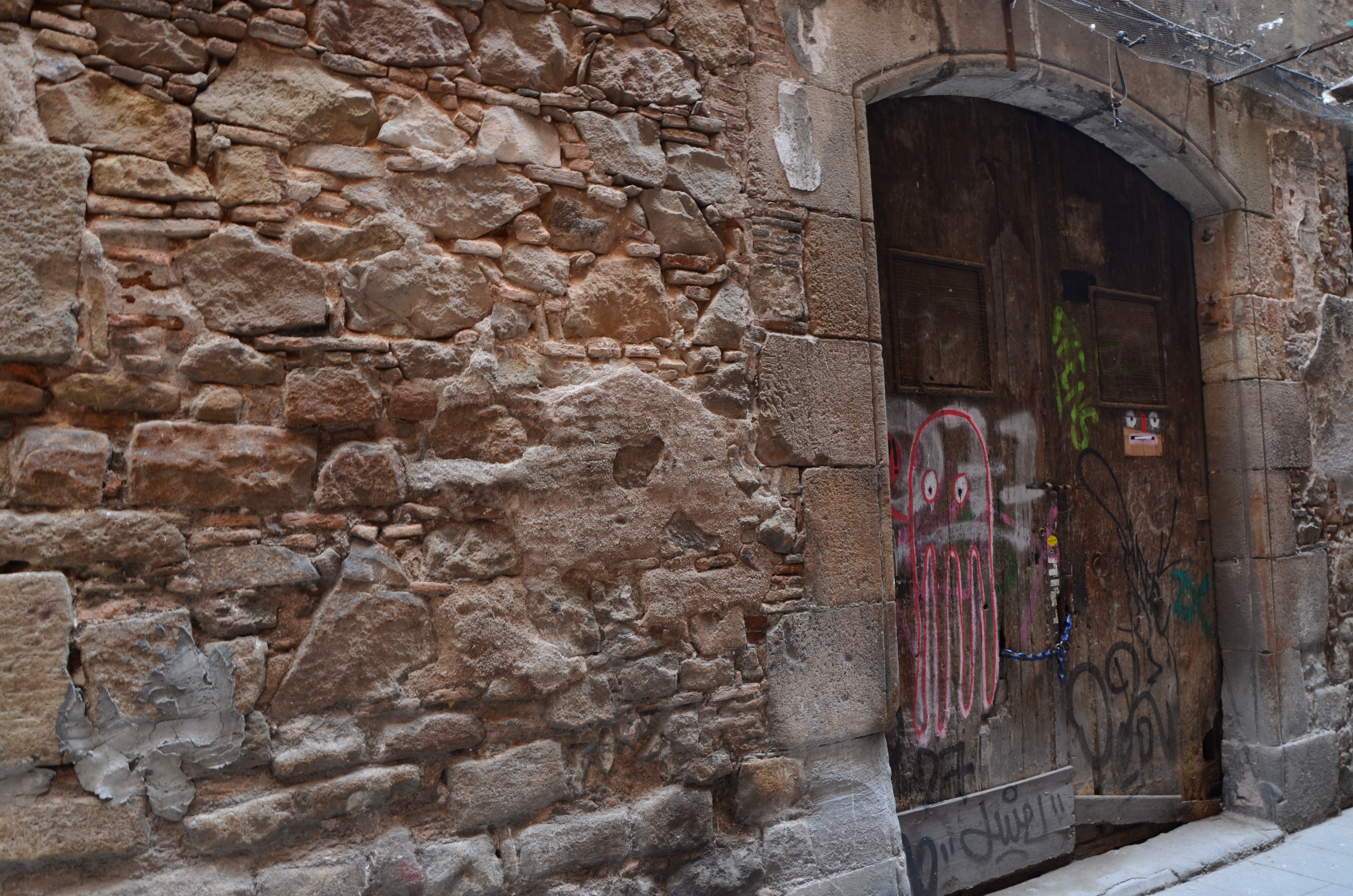
Portal al carrer d'en Tarròs

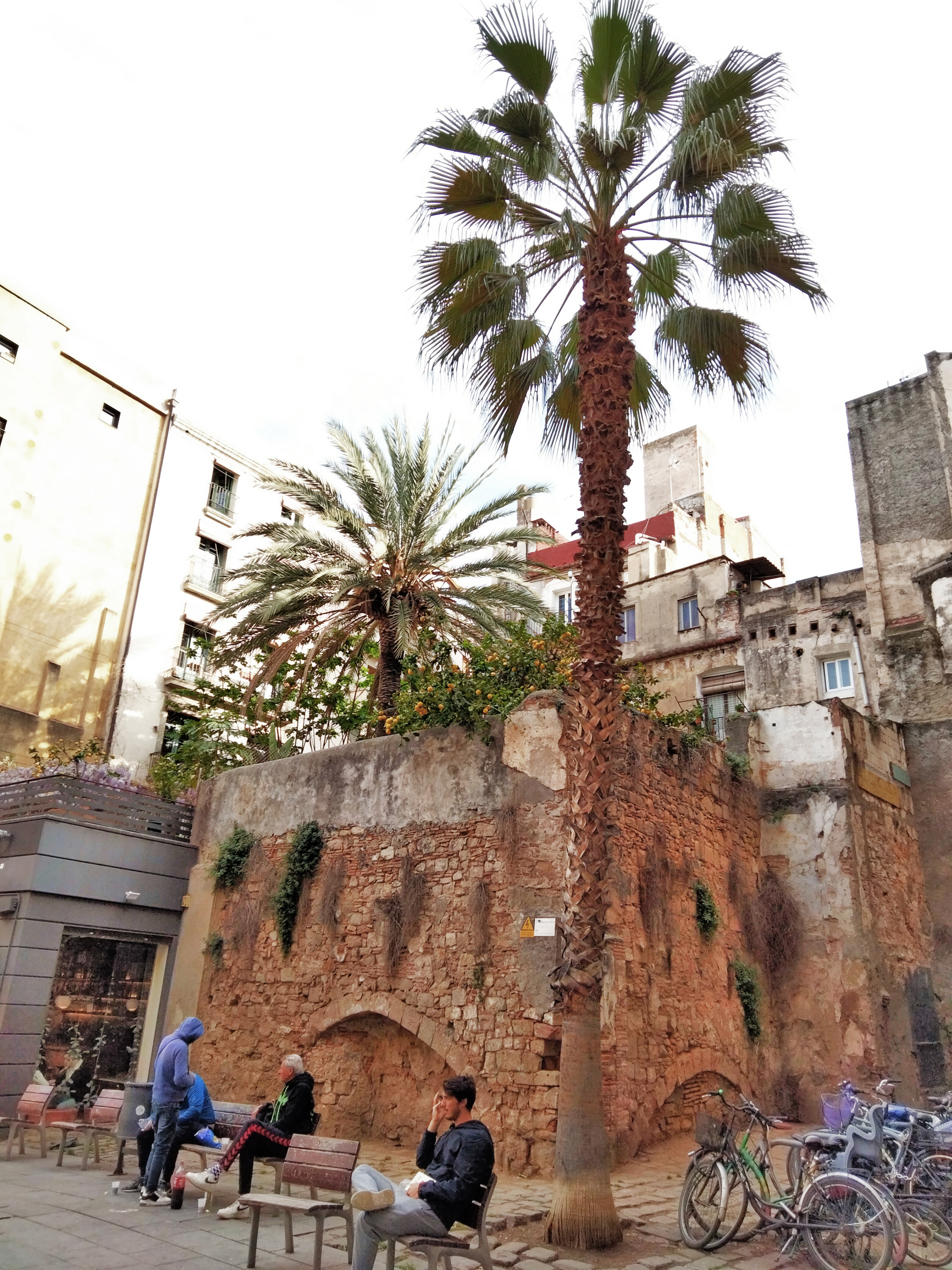
Vista del jardí elevat i els arcs des de la Plaça de Sant Cugat del Rec

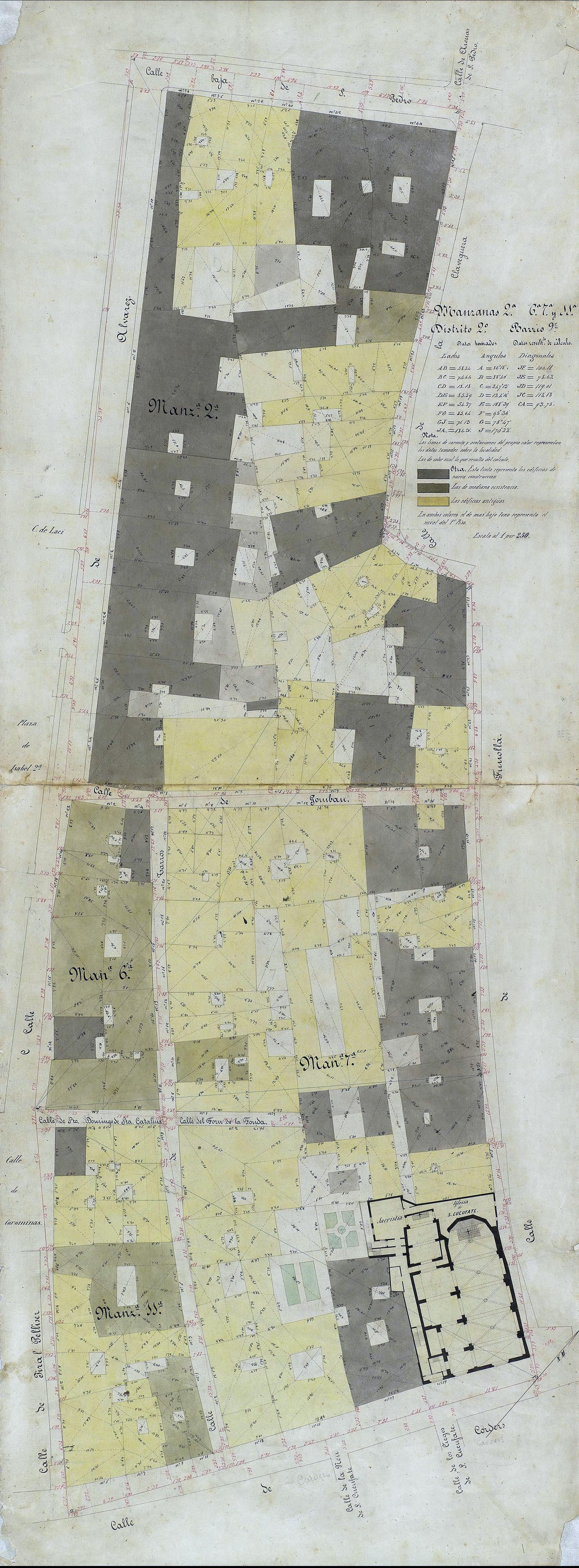
Quarteró núm. 30 de Garriga i Roca (c. 1860)

El 1684, Magí Barrera i Savall, ciutadà honrat de Barcelona i conseller en cap el 1698, va adquirir una propietat als carrers d'en Tarròs i del Forn de la Fonda al prevere Francesc Pascual, i l'any següent, va permutar un hort per una altra peça de terreny al forner Jaume Terradellas. Entre aquesta data i la seva mort el 1710, hi va fer construir part de la cambra principal, l'escala noble, una sala amb balcó al carrer del Forn de la Fonda, i a sota, dues cambres d'estudi, així com el jardí elevat, assentat sobre un porxo medieval.
El 1711, la vídua Narcisa Massana va renunciar a l'herència del seu marit en favor del seu cunyat Baltasar Barrera i Bofarull, també ciutadà honrat i conseller tercer de la ciutat el 1708, a canvi de la institució d'un censal al seu favor, i aquest li va vendre la finca. Aquesta seria heretada per la seva neboda Maria Vicenta Bertran i Massana, casada amb Antoni de Vilana i de Cordelles-Giudice. La seva filla Maria Ignàsia de Vilana i Bertran es va casar amb Melcior de Figuerola i de Blanes, coronel de Dragons del regiment de Mèrida. Morta el 1769, la finca va ser heretada pel seu fill Vicenç Antoni de Figuerola i de Vilana, que el 1771 la va establir en emfiteusi al corredor reial de canvis Josep Taxonera, amb l'obligació d'invertir-hi 6.800 lliures en millores.
El 1773, aquest va demanar permís per a posar un guardarrodes a la cantonada, i novament el 1774 per a obrir-hi dos portals i canviar la llosana de pedra d'un balcó per una de ferro. El 1785 va demanar permís per a fer-hi noves reformes, i el 1793, el Diario de Barcelona anunciava la venda de cigrons de Sevilla al seu magatzem. El 1828, després de la caiguda d'una part de ràfec al carrer d'en Tarròs, la vídua Maria Alberta Vidal va demanar permís per a enderrocar-ne la porció restant i construir-hi una tortugada, a càrrec del mestre de cases Anton Benesach. El 1843, el notari Ramon Taxonera va demanar permís per a remuntar-hi un tercer pis, i posteriorment, la propietat va ser heretada per l'advocat Adolf Taxonera i Pich (†1896).
El 1857 hi havia la fàbrica de teixits de Joan Carbó i Martí i el molí de drogues d'Esteve Font i Cia, i el 1863 la de teixits de cotó de Pau Corriols, succeït per Espiridó Corriols. També hi hagueren, en diferents èpoques, els magatzems d'oli i sabó de Serapi Pou i Venceslau Verdalet, i el de carbó d'Antoni Vieta.
L'edifici fou inclòs al Catàleg de Patrimoni del 1979, però el PERI de la Plaça de Sant Cugat, dels arquitectes Jaume Artigues i Miquel Roig (1992), en preveia l'enderrocament (prèvia descatalogació). Finalment, aquest pla fou anul·lat pel TSJC, que va estimar el recurs contenciós administratiu interposat pels propietaris d'un altre edifici afectat. El 2008, la finca fou inclosa en una modificació del Pla General Metropolità per a destinar-la a habitatge social.

## Descripció
A la façana del carrer d'en Tarròs hi ha un portal d'arc escarser que duu al pati central amb escala noble, propis de l'arquitectura civil del segle xvii. La façana principal compta també amb dos portals més del mateix tipus i una fornícula buida sobre el portal principal. Als dos primers pisos hi ha balcons de llosana de pedra, i al tercer, una remunta del segle xix, grans finestrals d'obrador.
Arran de l'enderrocament de la finca veïna del carrer del Forn de la Fonda, 4 s'hi poden veure (parcialment enterrats sota el paviment) un arc de mig punt i un altre apuntat, que formaven part d'un porxo medieval (segles xiii-xiv) sobre el qual s'assenta el jardí elevat.